# 611 Place
611 Place es un rascacielos de 189 metros de altura (620 pies) y 42 plantas. Ubicado en 611 West 6th Street en el centro de Los Ángeles, California, diseñado por William L. Pereira & Asociados y terminado en 1969.

## Historia
El edificio fue encargado por el ahora extinto Crocker National Bank, y sirvió como su sede durante muchos años antes de ser adquirida por AT&T. Fue el edificio más alto de Los Ángeles sobre la terminación, y el primero en superar a Los Ángeles City Hall en términos de altura estructural (muchos edificios habían superado el Ayuntamiento con agujas decorativas, siendo primero el Richfield Torre). 
Se compone de una torre en forma de cruz vestido con vigas de aluminio verticales, y apoyado en su lado oeste por una inmensa losa, en blanco de hormigón corriendo toda la altura del edificio, que se utiliza para mostrar los logotipos corporativos.

## En el cine
El edificio tiene una extraña costumbre de hacer apariciones inusuales en películas populares; dos veces en 2004, por primera vez en The Day After Tomorrow donde salió en tomas de Manhattan, y más tarde en Along Came Polly, donde era el punto de partida de un malogrado salto BASE. 611 Place también fue destruido por un terremoto en el 2000 en la película Epicenter. En Con Air, película de 1997 se puede ver el edificio desde una vista aérea y vista a la calle como un cuerpo muerto cae desde un avión y aterriza en un coche cerca de la base del edificio en lo que se supone que es la ciudad de Fresno, California.